# Anthothoe albens
Anthothoe albens is een zeeanemonensoort uit de familie Sagartiidae. De anemoon komt uit het geslacht Anthothoe. Anthothoe albens werd in 1909 voor het eerst wetenschappelijk beschreven door Stuckey. 